# パラパル
『パラパル』は石田拓実による日本の漫画作品。『Cookie』（集英社）2005年3月号から2008年11月号に連載されていた。単行本全9巻。
タイトルの「パラパル」はパラサイトの『パラ』とペンパルの『パル』から来ている。

## あらすじ
池野小牧は普通の高校生。ある日、知らない男の子が自分の中に入ってくる夢を見る。目覚めると、どこからか謎の声が聞こえ、嗅覚が異常に良くなっていた。声の主・ハナによると、調査のために来ていた他の仲間からの連絡が途絶え、捜索・回収を兼ねてやって来たとのことらしい。そして、小牧以外に聞こえないはずのハナの声が、同じクラスの鶴見にも聞こえることが発覚。鶴見にも協力してもらい、ハナの仲間を探すことに。

## 登場人物
池野 小牧（いけの こまき）
16歳。父・母・弟の4人家族。成績は中の下。趣味も特にない普通の女の子だった。
ハナが入ってきたせいで嗅覚が異常に発達する。嘘の匂いや発情の匂い、性交後の匂いなども分かる。芽生えた能力で、彼氏と友人の浮気に気付き結果的に破局。同時に「恋」という認識を考え直し成長するきっかけともなる。
鶴見（つるみ）
小牧と同じクラスの男の子。聴覚が良い。祖母と二人暮し。祖母には「ギンちゃん」と呼ばれている。能力が発揮され始めた当時小学生だったが、人間の醜い本音も自然と聞き取ってしまえるようになり不安定になった時期があったようだ。以前、編み棒で鶴見が自らの耳の鼓膜を破壊しようとしたことが、祖母の口から小牧へ明らかにされている。
ハナ
小牧の脳に寄生する宇宙人。人間の生態調査として、先に派遣された調査隊が消息不明となってしまったため地球にやったきた救助役。小牧に寄生しながら、行方知れずの仲間たちを探している。「ハナ」は呼ぶときに不便だからと、鶴見が命名した（嗅覚が発達したため）。
階級はサード（数年に1度排卵する不完全なセカンド）。
黒川 莉花（くろかわ りか）
教師の一人と関係を持ち、その先生に「遊び」として薦められ、校内で誰とでもHする女の子。触覚が良い。男たちに襲われそうになったところを、小牧や鶴見に助けられ、それ以来Hを止める。その事件のトラウマで、身体に接する大半の感触を「気持ちが悪いもの」として拒絶するようになってしまう。鶴見が触れる感触だけは「気持ちがいい」と感じており、鶴見は小牧とともに、日常生活にも支障をきたすようになってしまった黒川のサポートをすることに。体調に改善の兆しが見えてきていた矢先、あるクラスメイトの陰謀により集団暴行の罠に嵌められる。その際、蓮沼に助けられるが、呼吸をしておらず危険な状態だったため「応急手当」される。以来、鶴見に対する恋心とは別に、蓮沼（裏沼）にも関心を向けるようになる。
四条 友昭（しじょう ともあき）
味覚が良い。食べ物なども、口にすれば調味料など細かい部分まで分かってしまうので、料理がとても上手。両親は既に亡くなっており、妹・萠絵を溺愛している。萠絵の「妹が欲しい」という願いを叶えようとしている。妊娠させる、という目的のため、黒川と同じように校内でも不特定の女性と関係をもち、ようやく小牧と同じクラスの女子生徒・山本が着床に成功するが流産してしまう。四条の安易な考えに不快を覚えた小牧にストレートな怒りをぶつけられ、もともと萠絵の母親と雰囲気が似ていることもあった小牧に好意をもつ。
その後、小牧とつきあうこととなったが、鶴見が好きだと自覚した小牧に別れを切り出される。
蓮沼（はすぬま=裏沼）
通称・沼ちゃん。生物教師。何だか怪しい行動をする曲者。五感全てが小牧たちよりいいらしい。
正体は、ハナが乗ってきた宇宙船で密航してきたファースト（種をもつ、いわゆる男性）。丁重、というより厳重に管理され切った生活に嫌気がさし、密航してまで世界を飛び出した。偶然の衝撃で蓮沼に寄生。鶴見・黒川・四条に寄生している宇宙人と同じように裏にいたのだが、蓮沼（本人）が大学生の時、付き合っていた彼女と友人との浮気に失望し、発作的に自殺を図る。その際、寄生していた裏沼（=密航してきたファースト）は、生きることを放棄してしまった蓮沼の代わりに、「表」に出て人間生活を営むことに。

## ハナの仲間・世界背景
- ハナが探している仲間とは、人間に対する調査隊で、絶滅しかかっている種の危機を打破するため、地球に「生殖」についての調査をしにきた。ハナの世界では、生殖機能を持つ人口割合が極端に低下している。（旧世ではファースト・セカンドも地にあふれるほどいたようだ。性交による生殖も行っていたとの文献がある。何故、このように極端な人口割合になってしまったのかは不明。）現在、ハナの世界で性交による生殖は固く禁じられている。
- 人間や動物の脳に同化すると、その人のいずれかの感覚器を著しく発達させてしまう。同時に、寄生された人間は「性」に対する意識が通常より、極端に薄くなってしまうことが知られている。黒川・四条が何の抵抗もなく不特定の人間と関係をもったのは、そのことにも起因していると思われる。（鶴見も行動は起こしていないものの、性に対する意識は薄い。）
- 生殖能力の高い順にファースト・セカンド・サード・フォース・フィフスの5段階に分かれている。総人口約1億のうち、95%がフォース・フィフス。
  - ファースト…人間でいう男性にあたる。特権階級をもつ。世界に7人しかいない。裏沼はその中で、もっとも若い個体・最高身分者。
  - セカンド…人間でいう女性。特権階級。人口の0.1%の存在。
  - サード…不完全なセカンド。普段はフォースと同じ無性体だが、1～3年に1度だけ排卵し、その前後のみ「女」化する。フォース・フィフスを指揮する立場。人口の4.9%。
    - 「上」を目指すサードはファースト・セカンドの身の回りの世話をすることが決められている。ハナの場合、裏沼の側付（そばづき=世話係）としての職務が与えられていた。

  - フォース…無性体。実質的な労働者階級。
  - フィフス…両性体。実質的な労働者階級。
- 相手の同意を得ずに同化することは固く禁じられているが、そのままでいると半日も命を保てない。例外として、命に関わる緊急時は、中で仮死に近い深い睡眠に入ることを条件に、無断で他者の脳に入ることができる。

## 書誌情報
- 石田拓実 『パラパル』 集英社 《りぼんマスコットコミックスクッキー》、全9巻
  1. 2005年9月15日発売[1]、ISBN 4-08-856641-6
  2. 2006年2月15日発売[2]、ISBN 4-08-856672-6
  3. 2006年8月11日発売[3]、ISBN 4-08-856701-3
  4. 2006年12月15日発売[4]、ISBN 4-08-856720-X
  5. 2007年6月発売、ISBN 978-4-08-856752-5
  6. 2007年12月発売、ISBN 978-4-08-856792-1
  7. 2008年8月発売、ISBN 978-4-08-856838-6
  8. 2008年9月発売、ISBN 978-4-08-856843-0
  9. 2009年3月13日発売[5]、ISBN 978-4-08-856877-5